# Đặng Tính
Đặng Tính (1920-1973) , là một sỹ quan cao cấp trong Quân đội nhân dân Việt Nam, quân hàm Đại tá, Liệt sĩ tại Trường Sơn. Nguyên Chính ủy Đoàn 559; Chính ủy Quân chủng Phòng không - Không quân (1963-1969), Tư lệnh Quân chủng Phòng không - Không quân (1967-1969); nguyên Bí thư Tỉnh ủy Hải Dương năm 1946, Đại biểu Quốc hội Việt Nam các khóa III, IV.

## Thân thế và sự nghiệp
Ông tên thật Đặng Văn Ti, quê ở xã Cự Khê, huyện Thanh Oai, phủ Ứng Hòa, tỉnh Hà Đông nay là quận Hà Đông, thành phố Hà Nội.
Tham gia cách mạng từ 1944 trong tổ chức thanh niên cứu quốc. Ông là một trong những người sáng lập Chi bộ Đảng Cộng sản đầu tiên của huyện Chí Linh, tỉnh Hải Dương. Đảng viên Đảng Cộng sản Việt Nam (1945). Tham gia khởi nghĩa giành chính quyền tỉnh Bắc Giang.
Trong Kháng chiến chống Pháp, ông đã kinh qua nhiều chức vụ lãnh đạo và chỉ huy: bí thư Tỉnh uỷ Hải Dương (1948-1950); Chính uỷ Mặt trận đường số 5 Hà Nội - Hải Phòng (1950-1951); Chính uỷ Liên khu III rồi Tư lệnh kiêm Phó Bí thư khu Tả Ngạn Sông Hồng (1951 -1953).
10/1953- 1954, Ông là Phó Cục trưởng Cục Dân quân và sau đó là Phụ trách Cục Tác chiến Bộ Tổng tham mưu.
Năm 1955 - 1962, Cục trưởng Cục Không quân (tiền thân Bộ Tư lệnh Không quân); năm 1971 - 73, Chính uỷ Đoàn 559.
- Ông hy sinh tháng 4.1973 tại Trường Sơn (trước khi ra Bắc nhận công tác mới).
- Ông được phong quân hàm Đại tá Quân đội năm 1958. Ông là Đại biểu Quốc hội các khoá III, IV.

## Phần thưởng cao quý
Ông được Nhà nước tặng thưởng:
- Huân chương Quân công hạng Nhất, Ba
- Huân chương Chiến thắng hạng Nhất
- Huân chương Kháng chiến hạng Nhất

Và nhiều Huân Huy chương cao quý khác.